# Флаг Краснодарского края
Флаг Краснода́рского края — официальный символ Краснодарского края Российской Федерации.

## Описание
Флаг Краснодарского края утверждён 5 мая 1995 года законом Краснодарского края № 5-КЗ, которым установлено следующее описание флага:
«Флаг Краснодарского края представляет собой прямоугольное полотнище из трёх разновеликих горизонтальных полос: верхней — синего, средней — малинового и нижней — зелёного цвета. Ширина двух крайних полос равна ширине малиновой полосы. В центре флага расположен герб Краснодарского края, выполненный в одноцветном варианте — золотым цветом. Отношение ширины флага и его длины — 2:3».
28 июня 2004 года, законом Краснодарского края № 730-КЗ, изменён облик герба края: добавилась княжеская корона, лента ордена Ленина. Соответствующие изменения сделаны и на флаге, а также было незначительно изменено описание флага:
«Флаг Краснодарского края представляет собой прямоугольное полотнище из трёх разновеликих горизонтальных полос: верхней — синего, средней — малинового и нижней — зелёного цвета. Ширина двух крайних полос равна ширине средней полосы. В центре флага расположен герб Краснодарского края, выполненный в одноцветном варианте — жёлтым цветом с оранжевым контуром. Отношение ширины флага и его длины — 2:3».

## Обоснование символики
Цвета флага края официально символичной нагрузки в себе не несут, за исключением того, что повторяют цвета флага Кубанской Народной Республики, считающегося национальным флагом Кубанских казаков.
Впервые вновь утверждённый флаг был поднят 1 июня 1995 года перед Законодательным собранием Краснодарского края.